# Liolaemus lutzae
Liolaemus lutzae — вид ігуаноподібних ящірок родини Liolaemidae. Ендемік Бразилії. Вид названий на честь бразильської зоологині Берти Луц.

## Поширення і екологія
Liolaemus lutzae мешкають в прибережних піщаних районах в штаті Ріо-де-Жанейро, від Рестінги-да-Марамбаї до Кабу-Фріу. Вони живуть серед піщаних дюн, місцями порослих чагарниками рестінги.

## Збереження
МСОП класифікує цей вид як такий, що перебуває на межі зникнення. Liolaemus lutzae загрожує знищення природного середовища.